# Otto Tschanz

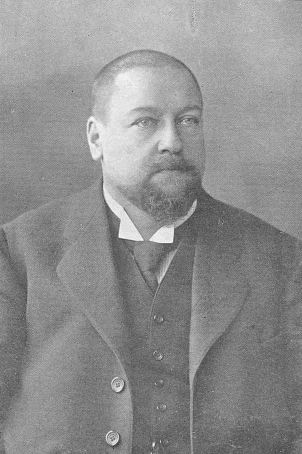
Otto Tschanz

Otto Tschanz (* 31. Januar 1869; Bürger von Sigriswil; † 18. Februar 1919 in Freiburg im Breisgau) war ein Schweizer Maschinenbauingenieur. Er stand im Rang eines Obermaschineningenieurs im Dienst der Schweizerischen Bundesbahnen (SBB). Nach ihm ist der Tschanz-Antrieb benannt.

## Lebenslauf
Otto Tschanz schloss in Bern das Realgymnasium mit der Matura ab und absolvierte danach eine Lehre bei Von Roll. Von 1889 bis 1893 studierte er an der ETH Zürich und arbeitete während der Ferien bei Pümpin & Herzog. Nach dem Studium arbeitete er zunächst als Monteur bei SLM und 1894/95 im Fahrdienst der Gotthardbahn. Er kehrte kurz zu Von Roll zurück und trat 1896 bei den Vereinigten Schweizerbahnen (VSB) ins Konstruktionsbureau ein, in dem er 1901 zum Werkstattvorstand in Rorschach befördert wurde. Mit der Übernahme der VSB durch die SBB wurde Tschanz 1903 Stellvertreter des Obermaschineningenieurs im SBB Kreis IV und 1906 Stellvertreter des Obermaschineningenieurs Keller in der Generaldirektion der SBB in Bern. 1918 wurde er zum Obermaschineningenieur der SBB befördert.
Tschanz starb an einer Blinddarmentzündung auf einer Dienstreise im Februar 1919 in Deutschland.

## Tätigkeit
Otto Tschanz befasste sich während der Zeit bei den SBB vor allem mit der Elektrifizierung der Gotthardbahn und der Entwicklung von grossen Elektrolokomotiven. Er regte die Erprobung von verschiedenen Antrieben in den Lokomotiven Fb 2/5 und Ae 4/8 an, wobei auch der von ihm entwickelte Tschanz-Antrieb zum Einsatz kam.